# Búlgars
Els búlgars (en búlgar: българи) són actualment un poble eslau meridional, encara que els seus orígens són heterogenis i no sols eslaus. En general s'associen a la República de Bulgària i la llengua búlgara. Com a resultat de processos d'emigració existeixen minories búlgares en diversos països.

## Orígens ètnics
Geogràficament, Bulgària està situada en la capçalera del pont entre Europa i l'Àsia. Les dades d'ADN búlgar suggereixen que una expansió demogràfica humana es va produir de manera seqüencial a l'Orient Mitjà, a través d'Anatòlia i es va estendre a la resta d'Europa (inclosa Bulgària). La taxació de temps en el qual s'estima aquesta expansió abasta aproximadament els últims 50.000 anys, cosa que correspon anatòmicament a l'arribada dels humans moderns a Europa. Des del punt de vista històric, els búlgars són descendents dels tres principals grups ètnics que es van mesclar als Balcans entre els segles VI i IX: les tribus locals, que incloïen els tracis; invasors eslaus, dels quals els búlgars moderns van heretar la llengua, i els protobúlgars (bolgars) parlants de llengües turqueses, dels quals hereten el gentilici i la condició d'estat més antiga.
En l'aspecte físic, la població búlgara es caracteritza per trets de tipus antropològic del sud d'Europa, amb algunes influències addicionals. Genèticament, els búlgars moderns estan més estretament relacionats amb poblacions dels Balcans –macedonis, grecs, romanesos– que amb la resta de poblacions europees. D'altra banda, són més estretament relacionats amb algunes poblacions del Mediterrani i Anatòlia com armenis, italians, turcs, cretencs i sards. També es relacionen amb escandinaus, bosnians i croats. Des del punt de vista antropològic, els búlgars es caracteritzen per diferents elements ètnics que inclouen una estatura atlantmediterrània de mitjana a alta, el cabell parcialment arrissat neodanubià, típic nas arromangat i una aparença nòrdica, amb el resultat comú alpí i braquicèfals com al centre asiàtic turc o tàrtar. L'element bàsic és l'atlantmediterrani, que probablement va arribar abans del Neolític; el neodanubià va ser probablement introduït pels eslaus i ugrians, encara que alguns d'ells són més antics; el nòrdic pot tenir diversos orígens, incloent Tràcia; el dinàric és simplement el resultat de la barreja amb elements locals a Macedònia; el turc es troba principalment a l'est de Bulgària, en major part entre els habitants de la ciutat i pastors, però no entre agricultors. De tots aquests elements variats, els dos primers són els més importants.